# Daniel Stern (színművész)
Daniel Jacob Stern (Bethesda, Maryland, 1957. augusztus 28. –) amerikai színész, művész, rendező és forgatókönyvíró. 
Legismertebb alakítását a Reszkessetek, betörők! (1990) és a Reszkessetek, betörők! 2. – Elveszve New Yorkban (1992) című filmekben nyújtotta, Marv szerepében. Ő volt Phil Berquist az Irány Colorado! című 1991-es kalandfilmben és annak 1994-es folytatásában.  Rendezőként Az év újonca (1993) című filmmel debütált.
A felnőtt Kevin Arnold szinkronhangját kölcsönözte az Egyesült Államokban népszerű The Wonder Years című sorozatban, valamint a címszereplő hangját adta a Dilbert-ben. 

## Élete és pályafutása
Daniel Jacob Stern néven született 1957. augusztus 28-án, Bethesda városában, Maryland államban. Édesapja szociális munkás volt, édesanyja egy gondozói központot irányított. Zsidó származású. Testvére, David M. Stern forgatókönyvíró. 
A Bethesda-Chevy Chase Középiskolába járt, ott töltött évei során pedig számos színpadi produkcióban szerepelt, köztük a Promises, Promises musicalben, de eljátszotta a főszereplő Tevjét is a Hegedűs a háztetőn-ben. Később világosítóként dolgozott Washingtonban egy Shakespeare-fesztiválon, ahol A makrancos hölgy-ben is statisztált. A középiskola utolsó évét nem járta ki, helyette inkább elment New York-ba, ahol színitanodába járt, majd különféle színházi produkciókban szerepelt.
1979-ben a Start két keréken című filmben szerepelt először a mozivásznon. Következő filmjei a Rajtam a sor (1980), majd a Kék villám (1983) volt. 1984-ben a C.H.U.D. című horrorfilmben tánt fel. Első igazi főszerepét az 1982-es Az étkezde jelentette. Az 1980-as évek folyamán két Woody Allen-filmben is szerepelt: Csillagporos emlékek (1980), Hannah és nővérei (1986).
Az 1980-as években számos lehetőséget kapott arra, hogy bizonyítsa a komikusi tehetségét. Néhány kisebb szerep után olyan filmekben tűnt fel, mint a Sámson és Delilah, a Frankenweenie, A milagrói babháború és a Szörnyvilág. Több televíziós sorozatban vállalt epizódszerepeket.
Az 1990-es években néhány komolyabb szerep után leginkább vígjátékokkal keresték meg: Irány Colorado!-filmek, Reszkessetek, betörők!, Reszkessetek, betörők! 2. – Elveszve New Yorkban, Mintamókus, Csont nélkül. Felkérték, hogy játssza el a Reszkessetek, betörők csak videón kiadott negyedik részében Marvot, azonban ezt visszautasította.
Televíziós és animációs sorozatokban is kapott szerepeket, ő volt a narrátora a The Wonder Years című sorozatnak. Egyes epizódjait ő rendezte meg, 1993-ban pedig filmes rendezőként is debütált Az év újonca című filmmel.
Ő írta, rendezte, valamint játszotta a főszerepét a CBS Danny című sorozatának, mely csúfosan megbukott, és két epizód után levették a műsorról. A Barbra's Wedding című színdarabja már sokkal sikeresebb volt. 2010 óta kevés szerepet vállal, leginkább kisebb film- és televíziós epizódszerepeket játszik. 

## Magánélete
1980 óta Laure Mattos házastársa, három gyermekük született: Sophie (1986), Ella (1989) és Henry.
2003-ban Irakban és Kuvaitban lépett fel, hogy a katonákat szórakoztassa. Szabadidejében szeret szobrászkodni, leginkább bronzszobrokat készít.

## Filmográfia

### Film
| Év   | Magyar cím                                       | Eredeti cím                                  | Szerep                       | Magyar hang            | Rendező                |
| ---- | ------------------------------------------------ | -------------------------------------------- | ---------------------------- | ---------------------- | ---------------------- |
| 1979 | Start két keréken                                | Breaking Away                                | Cyril                        | Pogány György          | Peter Yates            |
| 1979 | Egy elvált férfi ballépései                      | Starting Over                                | diák                         |                        | Alan J. Pakula         |
| 1980 | Jó barátok között                                | A Small Circle of Friends                    | őrült srác                   |                        | Rob Cohen              |
| 1980 | Csillagporos emlékek                             | Stardust Memories                            | Színész                      | Simonyi Balázs         | Woody Allen            |
| 1980 |                                                  | One-Trick Pony                               | Hare Krishna                 |                        | Robert M. Young        |
| 1980 | Rajtam a sor                                     | It's My Turn                                 | Cooperman                    |                        | Claudia Weill          |
| 1981 | Mulató a sztrádán                                | Honky Tonk Freeway                           | stoppos                      |                        | John Schlesinger       |
| 1982 | Az étkezde                                       | Diner                                        | Laurence `Shrevie` Schreiber | Győri Péter            | Barry Levinson         |
| 1982 | Élet kifulladásig                                | I'm Dancing As Fast As I Can                 | Jim                          |                        | Jack Hofsiss           |
| 1983 | Kék villám                                       | Blue Thunder                                 | Richard Lymangood rendőr     | Pusztaszeri Kornél     | John Badham            |
| 1983 | Szilveszter éjszaka                              | Get Crazy                                    | Neil Allen                   | Bolba Tamás            | Allan Arkush           |
| 1983 |                                                  | Daniel                                       | Artie Sternlicht             |                        | Sidney Lumet           |
| 1984 |                                                  | C.H.U.D.                                     | A.J. Shepherd                |                        | Douglas Cheek          |
| 1984 |                                                  | Frankenweenie (rövidfilm)                    | Ben Frankenstein             |                        | Tim Burton             |
| 1985 |                                                  | Key Exchange                                 | Michael Fine                 |                        | Barnet Kellman         |
| 1986 | Hannah és nővérei                                | Hannah and Her Sisters                       | Dusty                        | Rátóti Zoltán          | Woody Allen            |
| 1986 | A főnök felesége                                 | The Boss' Wife                               | Joel Keefer                  | Varga T. József        | Ziggy Steinberg        |
| 1986 | A főnök felesége                                 | The Boss' Wife                               | Joel Keefer                  | Schnell Ádám           | Ziggy Steinberg        |
| 1987 | Illegális kivándorló                             | Born in East L.A.                            | Jimmy                        | Imre István            | Cheech Marin           |
| 1988 | Holtan érkezett                                  | D.O.A.                                       | Hal Petersham                | Sörös Sándor           | Rocky Morton           |
| 1988 | Holtan érkezett                                  | D.O.A.                                       | Hal Petersham                | Sörös Sándor           | Annabel Jankel         |
| 1989 |                                                  | Leviathan                                    | Buzz "Sixpack" Parrish       |                        | George P. Cosmatos     |
| 1989 | Szörnyvilág                                      | Little Monsters                              | Glen Stevenson               | Szatmári Attila        | Richard Alan Greenberg |
| 1989 | Zabolátlan szeretők                              | Friends, Lovers, & Lunatics                  | Mat                          | Máté Gábor             | Stephen Withrow        |
| 1990 | Régi idők kocsija                                | Coupe de Ville                               | Marvin Libner                | Sztarenki Pál          | Joe Roth               |
| 1990 | Az én kék egem                                   | My Blue Heaven                               | Will Stubbs                  |                        | Herbert Ross           |
| 1990 | Reszkessetek, betörők!                           | Home Alone                                   | Marv                         | Márton András          | Chris Columbus         |
| 1991 | Irány Colorado!                                  | City Slickers                                | Phil Berquist                | Varga T. József        | Ron Underwood          |
| 1991 | Irány Colorado!                                  | City Slickers                                | Phil Berquist                | Tokaji Csaba           | Ron Underwood          |
| 1992 | Reszkessetek, betörők! 2. – Elveszve New Yorkban | Home Alone 2: Lost in New York               | Marv                         | Tahi Tóth László       | Chris Columbus         |
| 1993 | Az év újonca                                     | Rookie of the Year                           | Phil Brickma                 | Verebély Iván          | Daniel Stern           |
| 1994 | Irány Colorado 2. – Curly aranya                 | City Slickers II: The Legend of Curly's Gold | Phil Berquist                | Sinkovits-Vitay András | Paul Weiland           |
| 1995 | Mintamókus                                       | Bushwacked                                   | Max Grabelsky                | Tahi Tóth László       | Greg Beeman            |
| 1996 | Csont nélkül                                     | Celtic Pride                                 | Mike O'Hara                  | Szerémi Zoltán         | Tom De Cerchio         |
| 1998 | Ronda ügy                                        | Very Bad Things                              | Adam Berkow                  | Forgács Péter          | Peter Berg             |
| 2000 | Hogyan öljük meg a szomszéd kutyáját             | How to Kill Your Neighbor's Dog              | vendég a jelmezes partin     |                        | Michael Kalesniko      |
| 2001 | Szökés a semmibe                                 | Viva Las Nowhere                             | Frank Jacobs                 | Háda János             | Jason Bloom            |
| 2006 | Vegas Baby                                       | Bachelor Party Vegas                         | Harry Hard                   | Forgács Gábor          | Eric Bernt             |
| 2006 | Csalás és ámítás                                 | The Last Time                                | John                         | Forgács Péter          | Michael Caleo          |
| 2008 | Otis – Pokoli tévedés                            | Otis                                         | Will Lawson                  | Rosta Sándor           | Tony Krantz            |
| 2008 | Máltai randevú                                   | A Previous Engagement                        | Jack Reynolds                | Tarján Péter           | Joan Carr-Wiggin       |
| 2009 | Hajrá Bliss!                                     | Whip It                                      | Earl Cavendar                |                        | Drew Barrymore         |
| 2009 |                                                  | Red State Blues (rövidfilm)                  | Howard                       |                        | William Stevens        |
| 2010 | A következő három nap                            | The Next Three Days                          | Meyer Fisk                   | Rosta Sándor           | Paul Haggis            |
| 2010 |                                                  | Branches (rövidfilm)                         | narrátor (hangja)            |                        | Chris Messineo         |
| 2011 |                                                  | California Romanza                           | Pops bácsi (rövidfilm)       |                        | Eva Mendes             |
| 2012 | Karácsonyi történet 2.                           | A Christmas Story 2                          | az öregember                 |                        | Brian Levant           |
| 2017 |                                                  | City Slickers in Westworld (rövidfilm)       | Phil Berquist                |                        | The Director Brothers  |
| 2018 |                                                  | Game Over, Man!                              | Mitch                        |                        | Kyle Newacheck         |
| 2019 |                                                  | James vs. His Future Self                    | Jimmy                        |                        | Jeremy Lalonde         |

### Televízió
| Év        | Magyar cím                        | Eredeti cím                          | Szerep                   | Megjegyzések                             |
| --------- | --------------------------------- | ------------------------------------ | ------------------------ | ---------------------------------------- |
| 1984      | Sámson és Delilah                 | Samson and Delilah                   | Micah                    | tévéfilm                                 |
| 1984      | Karrier minden áron               | The Ratings Game                     | Skip Imperali            | tévéfilm                                 |
| 1985      |                                   | Hometown                             | Joey Nathan              | 10 epizód                                |
| 1986      |                                   | Comedy Factory                       | Leon                     | 1 epizód                                 |
| 1988      |                                   | Weekend War                          | Garfield                 | tévéfilm                                 |
| 1988–1993 |                                   | The Wonder Years                     | Kevin Arnold felnőttként | 114 epizód                               |
| 1990      |                                   | The Court-Martial of Jackie Robinson | William Cline            | tévéfilm                                 |
| 1991      | A Simpson család                  | The Simpsons                         | narrátor (hangja)        | 1 epizód                                 |
| 1997      | A pisztoly                        | Gun                                  | Harvey Hochfelder        | 1 epizód                                 |
| 1998      | Hé, Arnold!                       | Hey Arnold!                          | Mr. Packenham (hangja)   | 1 epizód                                 |
| 1998      |                                   | The Wonderful World of Disney        | George W. Piper          | 1 epizód (Család négy keréken)           |
| 1999      |                                   | Partners                             | Sam                      | tévéfilm                                 |
| 1999–2000 |                                   | Dilbert                              | Dilbert (hangja)         | 30 epizód                                |
| 2001      |                                   | Danny                                | Danny                    | 9 epizód                                 |
| 2003      |                                   | Regular Joe                          | Joe Binder               | 5 epizód                                 |
| 2009      | Family Guy                        | Family Guy                           | narrátor (hangja)        | 1 epizód                                 |
| 2009      | Monk – A flúgos nyomozó           | Monk                                 | Franklin Fletcher seriff | 1 epizód                                 |
| 2010      | A nagy karácsonyi izzócsata       | Battle of the Bulbs                  | Bob Wallace              | - tévéfilm - magyar hangja: - Józsa Imre |
| 2013      | A munka hősei                     | Workaholics                          | Travis Rockne            | 1 epizód                                 |
| 2013–2015 | Meg-boldogulni                    | Getting On                           | Richard James            | 2 epizód                                 |
| 2014      | Gátlástalanok                     | House of Lies                        | Robert Tretorn           | 2 epizód                                 |
| 2014–2015 |                                   | Manhattan                            | Glen Babbit              | 15 epizód                                |
| 2015      |                                   | Strange Calls                        | Gregor                   | tévéfilm                                 |
| 2016      | Angie Tribeca – A törvény nemében | Angie Tribeca                        | Dreyfuss                 | 1 epizód                                 |
| 2017      |                                   | Love                                 | Marty Dobbs              | 1 epizód                                 |
| 2018      |                                   | Dan the Weatherman                   | Don                      | tévéfilm                                 |
| 2019–2021 |                                   | Shrill                               | Bill Easton              | 10 epizód                                |
| 2023      | For All Mankind                   | For All Mankind                      | Eli Hobson               | 7 epizód                                 |

## Fordítás
Ez a szócikk részben vagy egészben  a   Daniel Stern (actor) című angol Wikipédia-szócikk fordításán alapul.  Az eredeti cikk szerkesztőit annak laptörténete sorolja fel. Ez a jelzés csupán a megfogalmazás eredetét és a szerzői jogokat jelzi, nem szolgál a cikkben szereplő információk forrásmegjelöléseként.